# Concerto (Bartók)
A Concerto zenekarra (Sz. 116, BB 123) Bartók Béla öttételes zenekari műve. A darabot Bartók 1943-ban írta Amerikában.

## A mű születése

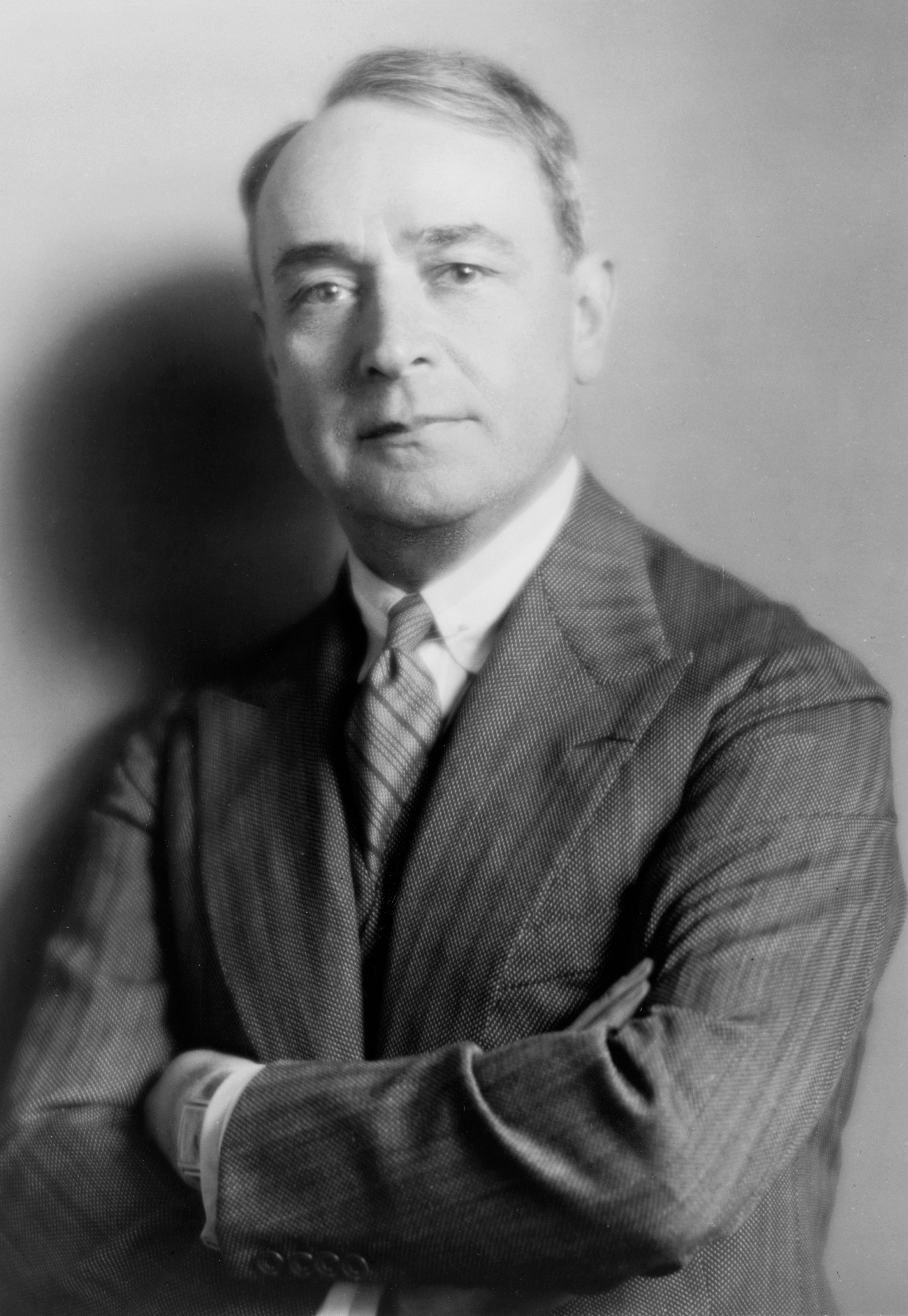
A Concerto komponálására felkérő Serge Koussevitzky

Bartók Béla és felesége, Pásztory Ditta 1940. október 30-án érkezett Amerikába. Újvilági életük küzdelmes volt, a rossz anyagi helyzet, az aggasztó európai és magyarországi hírek, a honvágy, a feleségével adott kétzongorás koncertek sora és más gondok miatt megromlott Bartók egészsége, 1943-ban kórházba került. Egészen eddig Bartók egy új darabot sem komponált, bár időközben felmerültek tervek, de ezek nem valósultak meg. A kórházban kapta a felkérést egy zenekari mű megírására. A darabot Serge Koussevitzky, a bostoni szimfonikus zenekar vezető karmestere rendelte meg, a jóbarát, Szigeti József hegedűművész közbenjárására. Ha ez a felkérés nem érkezik, lehet, hogy Bartók utolsó nagy műve a VI. vonósnégyes lett volna, de ezáltal újra megjött az alkotói kedve, és emellett élete hátralévő részében megírta még Hegedű-szólószonátáját, 3. zongoraversenyét és Brácsaversenyét is.
A kedvező hír vagy a gondos kezelés – vagy valószínűleg mindkettő – megtette a hatását: Bartók gyorsan felgyógyult, és hatalmas lendülettel látott a komponáláshoz. Augusztus 15-én kezdte a munkát és október 8-án már be is fejezte (legalábbis a kézirat szerint), és ez a másfél hónapnyi idő Bartók munkastílusát tekintve igen rövidnek számít.
A mű premierje 1944. december 1-jén volt, természetesen a Bostoni Szimfonikusok és Serge Koussevitzky közreműködésével. Bartók a bemutatóra rövid szöveget írt a koncert műsorfüzetébe, amelyben magyarázatot fűz a darabhoz. „E szimfónia-szerű zenekari műnek a címét az egyes hangszerek vagy hangszercsoportok koncertáló vagy szólisztikus jellegű kezelésmódja magyarázza. A »virtuóz« hangszerkezelés például az első tétel kidolgozásának fugato-szakaszaiban jelenik meg (rézfúvó hangszerek), vagy a zárótétel főtémájának »perpetuum mobile«-szerű futamaiban (vonósok) és különösen a második tételben, ahol a hangszerek mindig párosával jelennek meg egymást követően, briliáns passzázsokkal.” Bartók tehát azért hívta a művet zenekari concertónak és nem szimfóniának, mert minden hangszerjátékostól bizonyos szintű virtuozitást követel meg, ám túl sok hangszeres kerül a fénypontba ahhoz, hogy a művet sinfonia concertantének lehessen hívni.
1945 februárjában Bartók a mű végét újraírta, amitől egy kicsit hosszabb lett. A kottakiadásban mindkét változat szerepel, és manapság mindkettővel is játsszák.

## Tételek

### Introduzione
A mű kezdetén a mélyvonósok felszálló kvartjaira a fuvolák halk vibrálása a felelet. Ezek után a három trombita intonál halkan egy népdalszerű motívumot, melyet az egész zenekar hirtelen-váratlan feljajdulása követ. A témát viszonthalljuk majd az Elegia című tételben is. Fokozatos tempógyorsítással torkollik a bevezetés a tétel tulajdonképpeni főtémájába, amely a vonósokon előadott, szintén kvartugrásos, népdalt imitáló, érdekes metrumú dallam. Melléktémaként a vonósok és a hárfa halk ellenpontja fölött a klarinét ringatózó dallama tűnik föl. A kidolgozás csúcspontján – és a visszatérés kezdetén – a rézfúvósok a kvartokat-kvinteket fugato-formában tornyozva egymásra, keltenek utánozhatatlan színű kavargást, majd ismét a melléktéma jelenik meg, amelynek szövetébe utoljára hasít bele, immáron türelmetlenül a vonósok főtémája, és egy hatalmas akkordcsapással el is vágja Bartók az első tétel végét.

### Giuoco delle coppie
Avagy a párok játéka. A tétel elején és a végén a kisdob üti a ritmust, és utána különböző fúvós hangszerek játszanak rövid passzázsokat, a hangszerpáros pedig a hangköztávolsággal együtt változik: a fagottok kis szext-, az oboák terc-, a klarinétok szeptim-, a fuvolák kvint-, a trombiták szekundpárhuzamban játszanak. A tétel egyébként népi ihletésű; derűje, kedvesen humoros hangszerkettősei magasztos egyszerűségű koráldallamot fognak közre.

### Elegia
Bartók mélységes honvágya fejeződik ki ebben a tételben.
A tétel kezdetén a mélyvonósok sötétjéből kvintenként emelkedik föl a mű elejéhez hasonlóan a nyitómotívum, hogy azután Bartók egyik legszebb zenekari képének, a Könnyek tavának allúziója ébredjen újra a fafúvókon, a zizegő vonóskaron, a hárfán. Fölöttük az oboa, majd a piccolo játszik végtelenül panaszosra formált magyar melódiatöredékeket. Jellemző e tételre a szorító magány folyamatos kifejezése: a mű elejéről ismert hatalmas zenekari sóhajtásra mindig az egyedül maradó pásztorsíp felel. Középrészében feltűnnek újabb, népdalra emlékeztető dallamok, a hárfa éles fényű, sistergően szóló akkordjaival. Az újabb fortissimo után a piccolo ismét magára maradottan énekel a különösen elszínezett, a Kékszakállúból ismert klarinét-gurgulázások fölött. Végére marad a szétfeszülő magasság és a mélység: a piccolo utolsó hangját a timpani halk tremolója kíséri, mielőtt elrebben.

### Intermezzo interrotto
…avagy a félbeszakított közjáték, amelyben a kíméletlen erőszak és a tönkresilányított hazafias eszmények tragikusan egyenlőtlen küzdelme zajlik le. A váltakozó ütemmutatójú melódiát egy banális téma szakítja félbe. Egyesek szerint ez Sosztakovics 7. szimfóniájának paródiája. A banális téma pedig a harsonák glissandója, illetve a fafúvós hangszerek „nevetése”.
Az anekdota szerint Bartók úgy nyilatkozott erről a tételről, mint szerenádról, melyet a komoly fiatal kedvesének ad, és amelyet az elcsépelt operettek dagályos szekvenciáit idéző taktusok közepette gúnyolódó korhelyek szakítanak meg. Mivel a „szerenád” dallama a Szép vagy, gyönyörű vagy, Magyarország kezdetű dal egy parafrázisa, ezért az az értelmezés is megállja a helyét, hogy itt egy hazafi hazájának szóló szerenádjáról van szó.

### Finale
A tétel tempójelzése Pesante-Presto. A négy kürt felhívó fanfártémájával indul, amelyre a négy részre osztott hegedűkar szédületes tempójú fugatója felel, mialatt a basszus és a timpani izgalmasabbnál izgalmasabb ritmusképletekkel kíséri őket a mélyben. A hangerő egyre erősebb lesz, a főtéma tizenhatodjai száguldanak végig a vonóskaron, időnként a fákkal felelgetve. Rövid, népi jellegű, hárfakíséretes melléktéma-epizód pihenője után, a vonósok folyamatos viharzása fölött előbb a kürtök, majd a harsonák kvartjai hasítanak a fülünkbe.
Ismét egy kevéske nyugalom után (Bartók ebben a tételben zseniálisan mutatja meg, hogyan tudja fokozni a fokozhatatlant a piano és fortissimo részek megfelelő arányaival) dudabasszus-dűvő fölött a trombita kezd bele egy utánozhatatlan fényű, kupolás szerkezetű Desz-dúr dallamba, amely egyre virtuózabb, kényesebb magasságokba, E-dúrba lendül át. A tombolás azonban néhány ostorcsapásszerű hangzattal véget is ér, és mintha mi sem történt volna, a magára maradt, pörgő timpani g–h glisszandója vezet át egy pár másodpercnyi lélegzetvételt jelentő, tündérien hangszerelt (osztott hegedűk tremolói, üveghangok és zengő hárfa) részbe. A vonósok pedig az imént hallott trombitatémát kezdik „feldolgozni” egy mesteri fúgában, amelynek belépései egyszerre szabályosak és váratlanok, a fafúvósok pedig folyamatosan borsos hangzásokkal fűszerezgetik a vonósok küzdelmét.
A főtéma visszatérése után ismét pihenő, majd a Bartók műhelyében már oly sokszor biztos kézzel kikavart szín következik: pokoli, de halk gomolygásból, apró szikrákból hirtelen szárba szökkenő diadalmas zárófanfár szegez a székhez minket, amely a már egyszer hallott trombitatémát idézi. Végül egy fékevesztett coda következik, melynek végén Bartók egyik névjeggyé vált hangközével, a trombiták kisterc-jelével (c–esz) búcsúzik.

## Hangszerelés
- Fafúvós hangszerek: 3 fuvola (1 váltó-piccolo), 3 oboa (1 váltó-angolkürt), 3 klarinét (1 váltó-basszusklarinét), 3 fagott (1 váltó-kontrafagott)
- Rézfúvós hangszerek: 4 kürt, 3 trombita, 3 harsona, 1 tuba
- Ütőhangszerek: üstdob, cintányér, triangulum, nagydob, pergődob, tam-tam
- Egyéb hangszerek: 2 hárfa
- Vonós hangszerek: hegedűk, mélyhegedűk, csellók, nagybőgők

## Autográf anyagok
- Vázlatok és folyamatfogalmazvány (felhasználatlan témavázlatokkal), Bartók török gyűjtőfüzetének 10–98. oldalán (Bartók Péter gyűjteménye: 80FSS1; egy lassú tétel tervével [?], vö. BB 129b), folytatása kottalapokon (a hangszerelést előkészítő jegyzetekkel, részvázlatokkal) (Bartók Péter gyűjteménye: 80FSS2; 1 p. részvázlat, 85FSS1 jelzettel, korábban a Brácsaverseny, BB 128 kéziratai között)
- Autográf partitúra (csak a rövid befejezés), dedikációs példány (Washington, Library of Congress ML 30.3c2.B3, Koussevitzy Music Foundation)
- Az autográf partitúra két javított fotokópiája:

1. Bartók munkapéldánya, bejegyzésekkel és javításokkal (Bartók Péter gyűjteménye: 80FSFC1)
2. A Boosey & Hawkes 9009 nagypartitúra elsőkiadás (1946) metszőpéldánya, az alternatív (2.) befejezés (1945) autográf kéziratával (Bartók Péter gyűjteménye: 80FSFC2); az 1945-ben Bartók által javított korrektúralevonat lappang

- Másolt partitúra Koussevitzky számára (Turner és Weisleder kopisták írása): lichtpaus másolat, néhány Bartók bejegyzéssel (Washington, Library of Congress ML 30.3e2.B3)
- Zongorakivonat (1944): autográf lichtpaus leírás (Bartók Péter gyűjteménye: 80TPFC1).